# Фрунзе (Костанайская область)
Фрунзе (каз. Фрунзе) — село в Камыстинском районе Костанайской области Казахстана. Административный центр Богдановского сельского округа. Находится примерно в 31 км к юго-западу от районного центра, села Камысты. Код КАТО — 394839100.

## Население
В 1999 году население села составляло 947 человек (450 мужчин и 497 женщин). По данным переписи 2009 года, в селе проживал 601 человек (290 мужчин и 311 женщин).